# 西岡昭彦
西岡 昭彦（にしおか あきひこ、1934年10月12日 - 2003年2月17日）は、日本の経営者。ナショナル住宅産業（現・パナソニック ホームズ）代表取締役社長。山口県出身。

## 経歴・人物
1957年3月山口大学経済学部を卒業。同年4月ナショナル住宅産業入社。1996年6月、代表取締役社長就任。1998年6月退職。
2003年2月17日、胃がんのため大阪府守口市内の病院で逝去。68歳没。

## 経営・業績
1993年に同社「サンヴァリエ」が月間942棟の受注最高記録を達成。 創業30周年を機に「感動満足企業」を掲げて新たなスタートを切った。